# معارضة خارج البرلمان
المعارضة خارج البرلمان هي حركة سياسية معارضة للحكومة أو لحزب سياسي حاكم تفضل ألا تخوض الانتخابات أو تنخرط بالعمل الحكومي. ومن الممكن تصنيف العديد من الحركات الاجتماعية بوصفها حركة معارضة خارج البرلمان.

## أوروبا
تعد حركة اليسار الجديد الألمانية ((Außerparlamentarische Opposition (APO، المعارضة خارج البرلمان) أحد أشهر الأمثلة على هذه الظاهرة. وقد تحدت حركة المعارضة خارج البرلمان الائتلاف الكبير للحزب الديمقراطي الاجتماعي والاتحاد الديمقراطي المسيحي، الذي سيطر على 95% من المقاعد في البوندستاغ بين عامي 1966 و1969.
كما تعتبر حركة أقصى اليسار الإيطالية ((Lotta Continua (LC - النضال المستمر) هي واحدة من أفضل الأمثلة المعروفة لهذه الظاهرة في إيطاليا وأوروبا.

## وصلات خارجية
- APO page at Baader-Meinhof.com